# WWE Draft

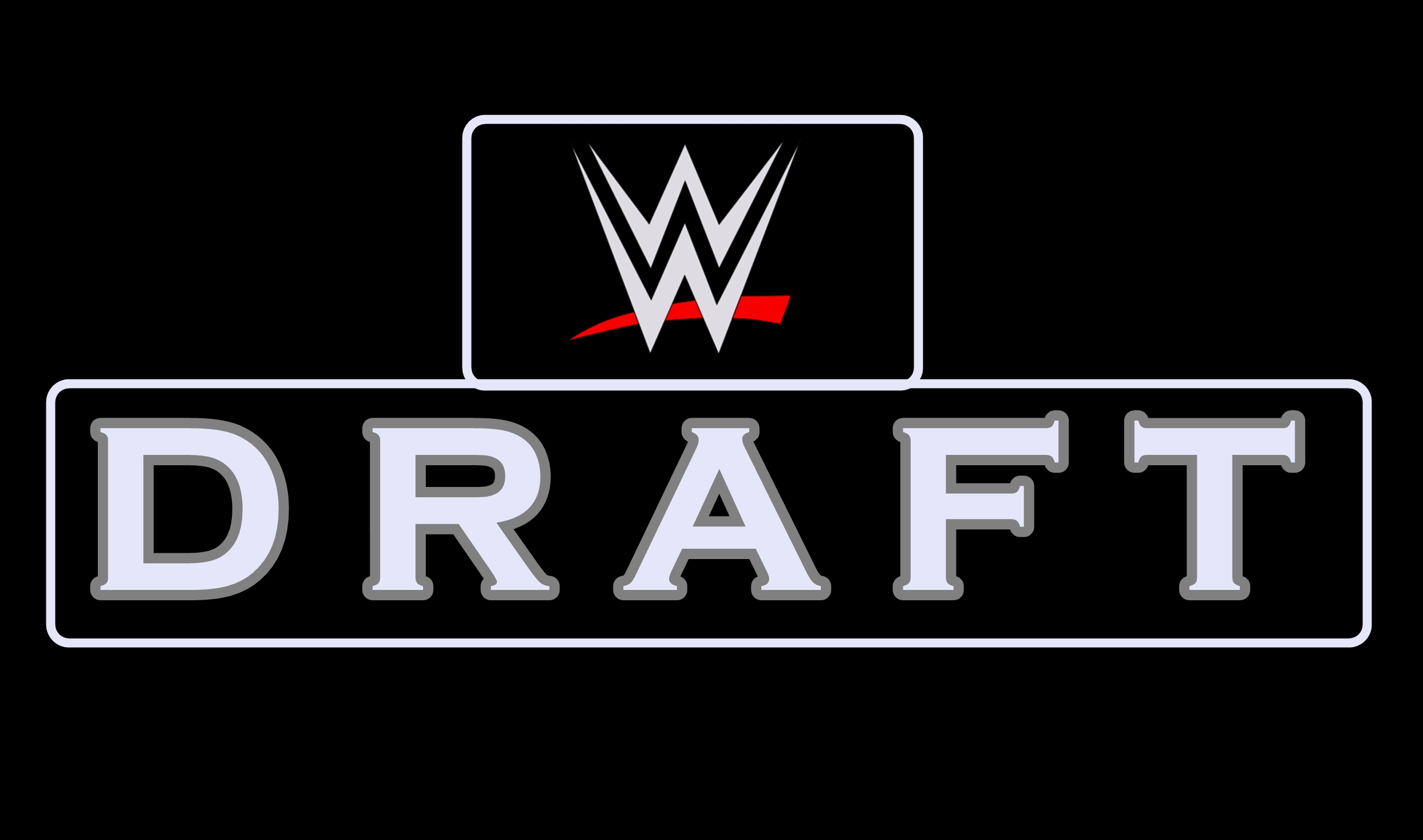
Logo usado a partir de 2015.

O WWE Draft (também chamado de Superstar Shake-up) é um processo utilizado pela promoção de luta livre profissional WWE para criar competição entre os programas Raw e SmackDown e atualizar seus planteis. O Draft foi usado pela primeira vez durante a extensão de marca de 2002, apesar de ter sido oficialmente implementado e utilizado em 2004. Desde o início do processo, ele já foi referido como WWE Draft Lottery (2004–05) e posteriormente simplificado para "Draft" (2007–2011). Desde 2005, o Draft ocorre durante o mês de junho, apesar de ter sido realizado em abril entre 2009 e 2011. A WWE acabou com a divisão de marcas e divisão do plantel em meados de 2011.
Em 25 de maio de 2016, a WWE anunciou que devido ao SmackDown passar a ser transmitido ao vivo às terças-feiras na USA Network a partir 19 de julho, era necessário uma uma extensão de marcas, e a empresa anunciou que o Draft iria voltar. Em 20 de junho de 2016, foi anunciado que a edição de 2016 ocorreria no mesmo dia da estreia do SmackDown ao vivo.

## História
| Ano  | Brands             | Notas |
| ---- | ------------------ | --- |
| 2002 | Raw SmackDown!     | Após a aquisição da World Championship Wrestling (WCW) e da Extreme Championship Wrestling (ECW), a WWF se separou em duas brands diferentes, Raw e SmackDown!. A CEO da WWE, Linda McMahon anunciou que os donos da WWE, Ric Flair e Vince McMahon, iriam transferir lutadores para o Raw e para o SmackDown! respectivamente. The Rock foi transferido para o SmackDown! como o primeiro selecionado, e The Undertaker foi transferido para o Raw como a primeira seleção do draft. |
| 2004 | Raw SmackDown!     | Para se manter com o lema do WrestleMania XX, "Onde tudo recomeça", o presidente da WWE, Vince McMahon anunciou a Draft Lottery, para começar uma "nova WWE". Cada general manager recebeu seis seleções. |
| 2005 | Raw SmackDown!     | Diferente das edições anteriores que ocorreram em uma noite, esse Draft Lottery aconteceu durante todo o mês de junho. Cada general manager recebeu cinco seleções aleatórias. Durante o draft, SmackDown! ficou sem nenhum título mundial após John Cena, na época WWE Champion, foi transferido para o Raw. SmackDown! anunciou planos para criar seu próprio título mundial, mas abandonou a ideia quando recebeu do Raw Batista, na época World Heavyweight Champion.             |
| 2006 | ECW                | Como parte da estreia da ECW, a WWE permitiu ao representante da ECW, Paul Heyman selecionar e transferir um lutador de cada uma das outras brands. |
| 2007 | Raw SmackDown! ECW | Foi o primeiro Draft envolvendo as três brands. Diferente das edições anteriores onde os general managers podiam selecionar aleatóriamente os lutadores a serem transferidos, lutas entre representantes de cada brand aconteceram, onde a brand vencedora ganhava a seleção de um lutador. O draft foi anunciado por Shane McMahon e aconteceu durante um Raw especial de três horas.                                                                                                |
| 2008 | Raw SmackDown ECW  | Foi o segundo Draft consecutivo onde as transferências foram realizadas por lutas. Durante o draft, três títulos mudaram de brand. O draft foi anunciado por Vince McMahon e aconteceu durante um Raw especial de três horas. |
| 2009 | Raw SmackDown ECW  | Em 11 de fevereiro de 2009, WWE anunciou por seu website que o Draft de 2009 aconteceria dia 13 de abril, no Raw. O draft consistiu de lutas entre as três brands. Um total de 12 lutadores foram transferidos ao vivo. Um draft suplementar foi anunciado dia 15 de abril, quando 24 lutadores foram transferidos. |
| 2010 | Raw SmackDown      | O draft de 2010 foi anunciado pelo site da WWE em 5 de abril de 2010, sendo realizado no Raw de 26 de abril. 20 lutadores trocaram de brand durante o show, com um draft suplmentar acontecendo no dia seguinte pelo site da WWE. |
| 2011 | Raw SmackDown      | O draft de 2011 aconteceu do Raw de 27 de abril de 2011, com 7 lutadores sendo transferidos durante o show (com John Cena sendo transferido 2 vezes). O draft suplementar ocorreu após o show com mais 22 lutadores sendo trensferidos. |
| 2016 | Raw SmackDown      | Em 25 de maio, foi anunciado que o plantel principal seria mais uma vez ser dividido com o SmackDown passando a ser transmitido ao vivo às terças-feiras, a partir de 19 de julho. Posteriormente, o Draft foi anunciado para este mesmo dia. |
| 2017 | Raw SmackDown      | No Raw de 3 de abril de 2017, o presidente da WWE, Vince McMahon, anunciou que no Raw e SmackDown de 10 e 11 de abril, respectivamente, "era hora de agitar as coisas", anunciando efetivamente o Draft de 2017 ou o que foi rotulado como "Superstar Shake-up". Em vez de um draft tradicional, o gerente geral do Raw Kurt Angle e o gerente geral do SmackDown Daniel Bryan tiveram a "oportunidade de fazer acordos, negócios e outros movimentos que eles queiram".              |
| 2018 | Raw SmackDown      | No Raw de 9 de abril de 2018, o presidente da WWE, Vince McMahon, anunciou que no Raw e SmackDown de 16 e 17 de abril, respectivamente, "era hora de agitar as coisas", anunciando efetivamente o Draft de 2018 ou o que foi rotulado como "Superstar Shake-up". Em vez de um draft tradicional, o gerente geral do Raw Kurt Angle e a gerente geral do SmackDown Paige tiveram a "oportunidade de fazer acordos, negócios e outros movimentos que eles queiram".                     |

## Impacto em títulos
Se um campeão manterá seu título ao ser transferído é indeterminável:
- Durante o Draft de 2005, o WWE Champion John Cena foi transferido do SmackDown! para o Raw e manteve seu título. O General Manager Theodore Long anunciou que um novo título do SmackDown! seria criado, mas a ideia foi abandonada quando o World Heavyweight Champion Batista foi transferido para o SmackDown! do Raw, trazendo o título consigo.
- Durante o Draft de 2007, o ECW World Champion Bobby Lashley deixou o título ao ser transferido para o Raw.
- Durante o Draft de 2008, Matt Hardy foi transferido para a ECW com seu WWE United States Championship, Triple H foi transferido para o SmackDown com seu WWE Championship, e Kane foi transferido para o Raw com seu ECW Championship.
- Durante o Draft de 2009, WWE e World Tag Team Champions The Colóns (Carlito e Primo), WWE Divas Champion Maryse, WWE United States Champion Montel Vontavious Porter e WWE Champion Triple H foram transferidos para o Raw, enquanto WWE Women's Champion Melina e WWE Intercontinental Champion Rey Mysterio foram transferidos para o SmackDown.
- Durante o Draft de 2017 (chamado de WWE Superstar Shake-up), o campeão intercontinental Dean Ambrose foi transferido para o Raw e o campeão dos Estados Unidos Kevin Owens foi mandado para o SmackDown.